# برناردينو أنطونيو غوميز
برناردينو أنطونيو غوميز (1768-1823) (بالإنجليزية: Bernardino António Gomes)‏ هو عالم نبات برتغالي. جنس النبات الغُومِيزَة من الفصيلة السحلبية وضع تكريماً له.